# ماغنوس أودونيل
ماغنوس أودونيل (بالإنجليزية: Magnus O'Donnell)‏ هو لاعب كرة قدم بريطاني (وحمل سابقاً جنسية المملكة المتحدة لبريطانيا العظمى وأيرلندا) في مركز مهاجم داخلي، ولد في 1882 في المملكة المتحدة، وتوفي في 1906. لعب مع لينكولن سيتي أف سي ونادي بارنسلي وCastleford Town F.C. ‏ وNewark Town F.C. ‏.